# Reiff für die Insel – Katharina und der ganz große Fisch
Reiff für die Insel – Katharina und der ganz große Fisch ist ein deutscher Fernsehfilm von Anno Saul aus dem Jahr 2013 mit Tanja Wedhorn in der Hauptrolle. Es ist die zweite Episode der ARD-Krimireihe Reiff für die Insel.

## Handlung
Katharina Reiff steht kurz davor, ihr juristisches Fernstudium zu beenden und auf Wunsch ihrer Tochter Nele ihr neues Leben auf der Insel auch zu nutzen, um ihr Helfersyndrom in den Griff zu bekommen. Doch gerade als sie ihre Abschlussarbeit zum letztmöglichen Abgabetermin losschicken will, wird sie Zeugin des Autounfalls des neuen Inselpfarrers Alexander Larsen. So kann sie nicht anders und muss erst einmal helfen. Dadurch verpasst sie die Postbotin, die mit der letzten Fähre zum Festland übersetzt und nun Katharinas Ausarbeitung nicht dabei hat. Nachdem Katharina die Sachlage bewusst geworden ist, fasst sie den Entschluss, sich dann eben einen Job zu suchen. Um Geld zu verdienen, hilft sie vorerst einmal ihrer Mutter in der Pension. Völlig unerwartet macht ihr Postbotin Jonna das Angebot, auf ihren Brief den Stempel vom Vortag zu setzen. Katharina kann ihr Glück kaum fassen.
Pfarrer Larsen hat den Auftrag, die Kirchengemeinde mangels Mitgliedern aufzulösen, und aufgrund einiger Ereignisse prophezeit er den Weltuntergang. Da sich auf der Insel gerade Brandstiftungen häufen, erscheint ihm das ein sicheres Zeichen des Herrn. Katharina überrascht den Mann allerdings dabei, wie er am helllichten Tag Alkohol aus der Flasche trinkt, sodass sie von seinen düsteren Zukunftsszenarien nicht mehr überrascht ist. Doch bleibt sie wachsam und kann so eine Gruppe Männer erkennen, die sich nachts auf der Insel herumtreiben. Katharina stellt sie zur Rede und erkennt plötzlich ihren Exfreund Clemens Flöter. In seiner Gesellschaft befinden sich Vermessungstechniker und Clemens erzählt ihr, im Auftrag eines Mandanten als dessen Anwalt auf der Insel zu arbeiten. Das kommt Katharina sehr suspekt vor und sie alarmiert Thies Quedens. Dieser ist allerdings kein Polizist mehr, da er aus Gewissensgründen keine Waffe mehr tragen will. So muss sie sich an den neuen Inselpolizisten wenden, der aber noch nicht da ist. Inzwischen findet sie heraus, dass die Grundstücke, auf denen sie Clemens angetroffen hatte, der Kirche gehören. Deren Besitz ist so groß, dass ein neuer Besitzer nahezu die gesamte Insel besitzen würde. Katharina ist fest entschlossen, dies zu verhindern. Sie recherchiert und kommt dahinter, dass ein gewisser „Gilbertsen“ aus München bereits Gesellschafter der Inselbank ist und nun die Grundstücke der Kirche kaufen will, um ein Feriendomizil daraus zu machen.
Da Thies Quedens und der neue Polizist Fiete Finnsen den Pfarrer für den Brandstifter halten, versucht Katharina sie davon zu überzeugen, dass Gilbertsen hinter allem steckt und was der Zweck seiner Aktionen ist. Denn die Grundstücke, die er nicht direkt von der Kirche kaufen kann, weil sie langfristig verpachtet sind, wurden in letzter Zeit durch die Brände geschädigt. Die Pächter sollen offensichtlich genötigt werden, einen Kredit aufzunehmen, sodass Gilbertsen sie auf diese Weise in seine Abhängigkeit bekommt. Thies leuchtet das ein und er arbeitet mit Katharina zusammen. In einer Bürgerversammlung klären sie die Inselbewohner auf und schmieden Pläne, was sie am sinnvollsten tun können. Da die wenigsten der Leute noch Kirchenmitglieder sind, schlägt Katharina vor, dies zu ändern. Alle sollen wieder in die Kirche eintreten und dies am kommenden Sonntag feiern, wenn der Bischof anwesend sein wird. Das könnte den Bischof überzeugen, dass ihr neuer Pfarrer sie bekehrt hat und die Kirchenschließung eine Sünde wäre. Die Woche über treffen sich die Inselbewohner sodann regelmäßig in der Kirche, um alles gut vorzubereiten. So ist der Bischof sehr überrascht, als er entgegen allen Berichten eine sehr aktive Kirchengemeinde auf der Insel antrifft. Die vorgesehene Entwidmung des Kirchgebäudes kann und will er somit nun nicht mehr vornehmen, weil er da wohl etwas „unterschätzt“ habe.
Clemens Flöter ist extrem verärgert und am Ende kann eine Frau Björnstedt von der Insel als Brandstifterin überführt werden. Sie hatte im Auftrag von Flöter gehandelt.

## Veröffentlichung
Reiff für die Insel – Katharina und der ganz große Fisch wurde am 25. April 2013 zur Hauptsendezeit im Programm der ARD Das Erste erstgesendet.

## Kritik
Prisma.de meinte: „Anno Sauls Werk, das immer wieder für Überraschungen gut ist und mit beiläufig eingestreuten witzigen Details am Bildrand verblüfft, gewinnt zwar zunehmend an Ernst, verliert dabei aber nie ganz an Leichtigkeit. Eine rundum gelungene Fortsetzung der Krimireihe mit trockenem norddeutschen Humor.“